# Lanedon
Le Lanedon est un ruisseau français qui coule en région Occitanie, dans le département de la Haute-Garonne. C'est un affluent direct de la Noue en rive droite et un sous-affluent de la Garonne.

## Géographie
Selon le Sandre, le Lanedon prend sa source dans la Haute-Garonne, vers 515 mètres d'altitude, sur la commune de Ponlat-Taillebourg, près du lieu-dit Baqué. 
Il conflue en rive droite de la Noue, vers 390 mètres d'altitude, sur la commune de Saux-et-Pomarède, près du lieu-dit le Pont.
Son cours va d'ouest en est, excepté sur son dernier kilomètre où il prend la direction plein nord. Sa longueur est de 10,8 kilomètres. C'est donc le plus long affluent de la Noue.

### Affluents
Le Lanedon ne compte que deux courts affluents répertoriés par le Sandre.

### Département et communes traversés
À l'intérieur du département de la Haute-Garonne, le Lanedon arrose sept communes, :
- Ponlat-Taillebourg (source)
- Le Cuing
- Clarac
- Bordes-de-Rivière
- Villeneuve-de-Rivière
- Saint-Gaudens
- Saux-et-Pomarède (confluence)